# Шепетовка (Калининградская область)
Шепетовка — посёлок в Неманском районе Калининградской области. Входит в состав Жилинского сельского поселения.

## Население
| 2002 | 2010 |
| ---- | ---- |
| 201  | ↘182 |

## История
Населённый пункт Ауерфлис в 1946 году был переименован в Шепетовку.